# بی، ان
بی، ان (به فرانسوی: Bey) یک کمون در فرانسه است که در Canton of Pont-de-Veyle واقع شده‌است.

## خصوصیات
بی ۲٫۷۷ کیلومترمربع مساحت و ۲۴۲ نفر جمعیت دارد و ۲۱۰ متر بالاتر از سطح دریا واقع شده‌است.